# Johann Friedrich Röhr
Johann Friedrich Röhr, född den 30 juli 1777 i Roßbach, kurfurstendömet Sachsen, död den 15 juni 1848 i Weimar, Sachsen-Weimar-Eisenach, var en tysk protestantisk teolog och kyrkoman. 
Röhr blev 1804 kyrkoherde i Ostrau vid Zeitz, 1820 överhovpredikant och generalsuperintendent i Weimar samt 1837 dessutom vice president för överkonsistoriet där. Röhr är bekant som den så kallade vulgärrationalismens mest typiske och inflytelserike representant på det praktisk-kyrkliga området. I hans Briefe über den Rationalismus (1813) fick denna åskådning sin första genomförda utformning. 
Ett än pregnantare uttryck för densamma gav han i Grund- und Glaubens-sätze der evangelisch-protestantischen Kirche (1832; 4:e upplagan 1860), åt vilket arbete han energiskt, fast förgäves, strävade att - i sällsam motsägelse till sin grundståndpunkt - förvärva ett slags officiell auktorisation såsom uttryck för den evangeliska kyrkans från allt oförnuft renade bekännelse. 
I sin tidskrift Predigerlitteratur (1810-14), fortsatt i Neue und neueste predigerlitteratur (1815-19)
och Kritische predigerbibliothek (1820-48), satt han från sin ståndpunkt till doms över allt, som avvek från hans egen åskådning: över den äldre supranaturalismen och den nyvaknande konfessionalismen liksom över den från Hegel utgående spekulativa rationalismen och Schleiermachers och hans lärjungars teologi. 
Missnöjet med det av Röhr, med hans länge mycket stora inflytande, utövade andliga förmynderskapet tog sig slutligen uttryck i striden mellan Röhn och Karl von Hase, och i dennes berömda stridsskrift Anti-Röhr (1837) kom det avgörande dråpslaget mot hela den av Röhr företrädda riktningen. 
Också han motståndare måste dock erkänna att Röhr i sin personlighet representerade åtskilligt av det bästa i den gamla rationalismen. Goethe prisade hans predikningar för deras klara gedigenhet och uppriktiga konsekvens, och i Weimar ärades hans minne ännu långt efter hans bortgång.